# Pharcoura nahuelbuta
Pharcoura nahuelbuta är en tvåvingeart som beskrevs av Daniel J. Bickel 2007. Pharcoura nahuelbuta ingår i släktet Pharcoura och familjen styltflugor. Inga underarter finns listade i Catalogue of Life.